# Scialytique

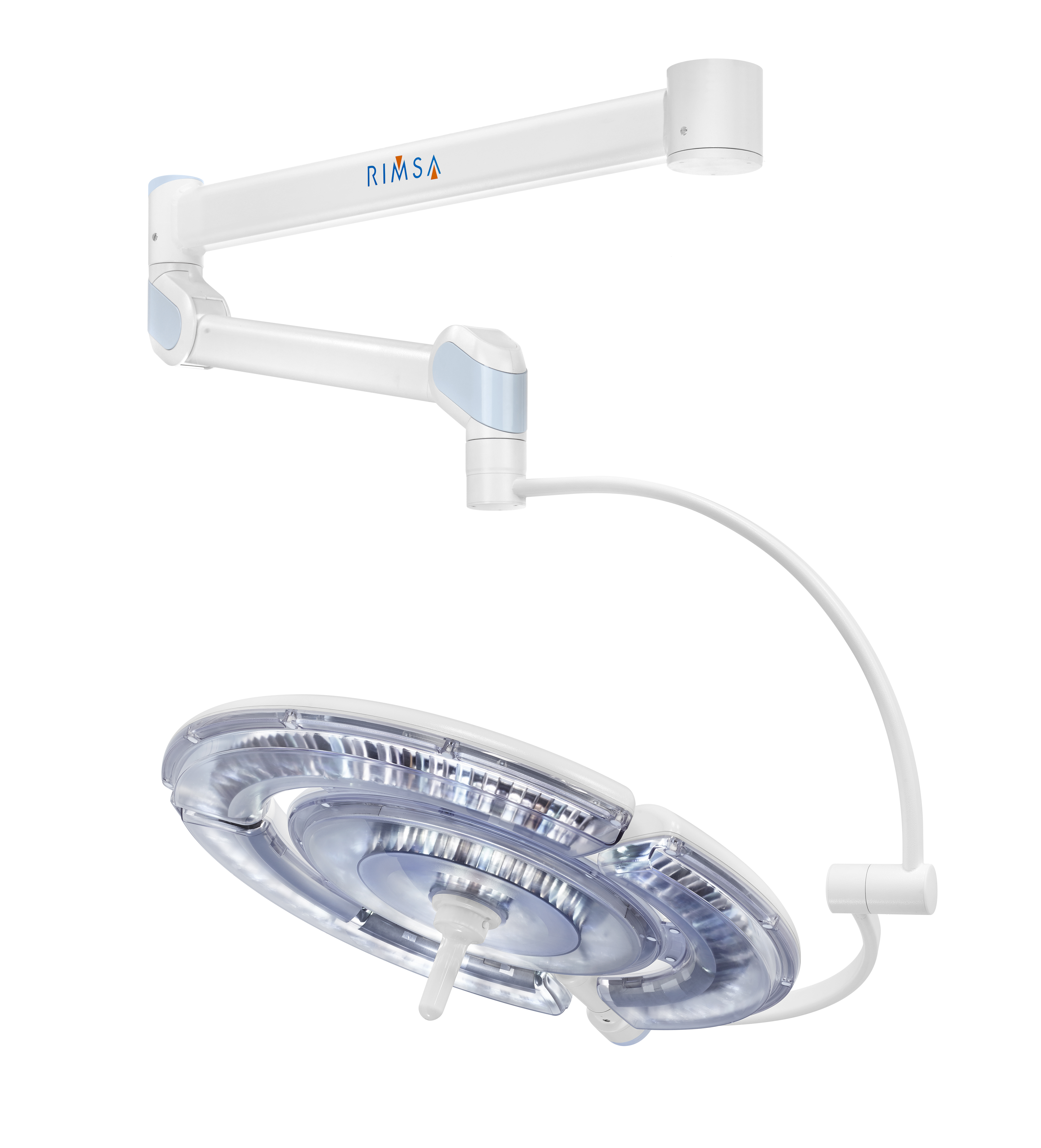
Une lampe scialytique moderne : la seule sans effet éblouissant. L'éblouissement est la sensation d'être aveuglé par la vue de n'importe quelle source lumineuse.

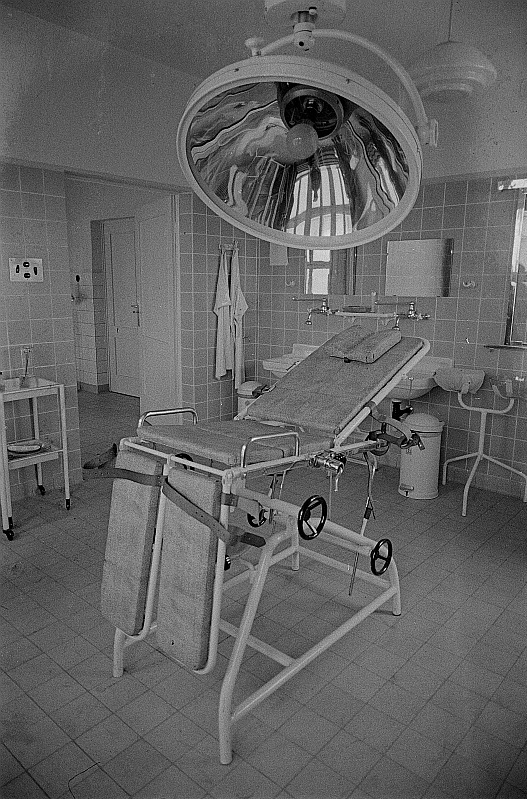
Une lampe scialytique des années 1950

Scialytique est une marque de luminaires, dont le nom est devenu un terme générique désignant un système d'éclairage utilisé dans les salles d'opération.

## Histoire
La marque est déposée en 1919 par le professeur Louis Verain de la faculté de médecine d'Alger,. Son nom vient du grec scia σκια (ombre), et lyticos λυτικος (qui délie, qui dissout).
La marque appartient aujourd'hui à la société Cmim Stronic,.

## Utilisation
Orientable et composé de nombreuses sources de lumière et de miroirs, il présente la particularité de diffuser une lumière blanche (pour mieux distinguer les tissus et organes), uniforme et sans ombres portées. Il est venu remplacer les anciens éclairages de salles d'opération, auparavant éclairées par de simples plafonniers.